# Gryf Wejherowo
WKS „Gryf” – najstarszy istniejący polski klub sportowy w województwie pomorskim założony w roku 1921 z siedzibą w Wejherowie. Obecnie znany głównie za sprawą zespołu piłki nożnej grającego w IV lidze. W trakcie sezonu 2011/2012 brał udział w Pucharze Polski, w którym odnosił sukcesy w spotkaniach z reprezentantami dwóch pierwszych szczebli systemu ligowego PZPN.

## Historia

### Lata międzywojenne
W kwietniu 1921 roku z inicjatywy Bronisława Lorenca, braci Jagodzińskich i Leona Prusińskiego doszło do założenia pierwszego towarzystwa gimnastycznego, którym był „Sokół” Gniazdo Wejherowo, a niedługo po tym „Siły” i właściwego przodka obecnego Wejherowskiego Klubu Sportowego – „Kaszubii” oraz innych mniejszych stowarzyszeń. Dzięki nim miasto zasłynęło z bokserów należących do krajowej czołówki i biegaczy długodystansowych, mimo że brakowało nowoczesnych ośrodków treningowych. Te zostały oddane do użytku w 1927. „Sokół” zrzeszał 700 członków. Regularnie także organizowano różnego rodzaju zawody i goszczono przyciągające krajowe sławy turnieje, między innymi o „Błękitną Wstęgę Bałtyku” w tenisie. W latach 1929–1930 Kaszubia była zespołem Pomorskiej A-Klasy. Rozwój tego ruchu został zatrzymany przez II wojnę światową.

### Lata powojenne
W kwietniu 1945 roku Gryf stał się spadkobiercą tradycji klubów dwudziestolecia międzywojennego. Równolegle istniały jednosekcyjne „Wejherowianka” i „Czytelnik”, jednak szybko zakończyły one swoją działalność.
Dziedzictwo, które otrzymał Miejski Międzyzakładowy Klub Sportowy „Gryf” (oficjalna nazwa od roku 1952) przejawiało się przede wszystkim w boksie. Spod jego skrzydeł wyszła cała generacja czołowych pięściarzy zarówno krajowych, jak i europejskich, a także olimpijskich. Mimo tych sukcesów znaczenie wejherowian malało za sprawą braku środków na rozwój. W 1952 także ukończono kompleks sportowy przy ulicy Wałowej, czego efektem był początek bytu kręglarstwa. Wejherowianie zdobyli w tej dziedzinie Drużynowe Mistrzostwo Polski Kobiet.
W latach siedemdziesiątych doszło do pierwszego potwierdzonego awansu drużyny seniorów sekcji piłkarskiej na III poziom rozgrywek, na którym Żółto-czarni rywalizowali przez następne 3 lata, po czym zespół spadł do niższej ligi. Dekadę później swoje pięć minut miał oddział koszykarski (który osiągnął poziom międzywojewódzki) i lekkoatletyczny. Mimo tego największą popularnością zaczynali się cieszyć piłkarze. Było to spowodowane wzrostem liczby młodzieżowców i w przyszłości spowodowało dominację tej sekcji nad innymi.
W 1992 drużyna piłkarska seniorów po raz kolejny awansowała do III ligi, w której utrzymała się przez 5 lat. Do spadku, już jako WKS Gryf Wejherowo doszło w wyniku reformy systemu rozgrywkowego, jednak rok później wejherowianie wywalczyli mistrzostwo i powrócili do poprzedniej klasy. W 1995 doszło także do odłączenia lekkoatletów i utworzenia KS Wejher Wejherowo.
W ostatnim roku XX wieku członkowie klubu wywalczyli awans do superligi sekcji kręglarskiej. W Gryfie poza dwoma wcześniej wymienionymi istniał także trzeci oddział – brydż sportowy, który w 2000 awansował z klasy okręgowej do III ligi. Zostały one rozwiązane z powodu wysokiego zadłużenia dwa lata później.
Od roku 2004 do roku 2006 prezesem wejherowskiego klubu był Roman Necel, od 2006 roku do 2014 Rafał Szlas. Po roku od tej zmiany w zarządzie główny zespół piłki nożnej spadł z IV na piąty szczebel rozgrywek, by w roku następnym ponownie awansować (2006), a w 2009 wraz z Chojniczanką Chojnice przedostać się do nowej III ligi grupy pomorsko-zachodniopomorskiej. Gryf rywalizował na tym poziomie przez kolejne 3 lata, po czym wywalczył ponownie awans, tym razem do II ligi.
3 maja 2011 roku dotychczasowy szkoleniowiec – Wojciech Wasiek – po meczu z Orlętami Reda zrezygnował ze swojej funkcji. Dzień później Wiesław Renusz, który jest dyrektorem sportowym Wejherowian, poinformował o nominacji dotychczasowego trenera Orkanu Rumia Grzegorza Nicińskiego, który był między innymi piłkarzem Wisły Kraków, Pogoni Szczecin, czy Arki Gdynia. Pod wodzą nowego szkoleniowca Żółto-czarni rozegrali najlepszy sezon w historii klubu awansując między innymi do ćwierćfinału Pucharu Polski. Ten jednak został odsunięty od stanowiska 12 października 2012 roku na skutek dyskwalifikacji przez PZPN. Następcą Grzegorza Nicińskiego został Dariusz Mierzejewski.
W 2011 roku została także wydana książka „9 Dekad Gryfa” z okazji 90-lecia istnienia klubu. Zawarta w niej została cała historia WKS-u i jest to pierwsza książka w której zebrano dorobek klubu.
Historia występów drużyny piłkarskiej seniorów w oficjalnych rozgrywkach od 1926 roku.

## Sukcesy
- Osiągnięcie superligi w kręglarstwie
- Drużynowe Mistrzostwo Polski kobiet (kręglarstwo)[1]
- Występy w II lidze w piłce nożnej w latach 2012–2014 oraz dawnej III lidze w latach 1973–1976, 1992–1997 i 1998–2004[8].
- Zwycięzca Pucharu Polski Pomorskiego ZPN (1998, 2000, 2003, 2011[9][10])
- Ćwierćfinalista centralnego Pucharu Polski PZPN (2011)
  1. Eliminacja ówczesnego lidera tabeli Ekstraklasy – Korony Kielce (1:0)[11]
  2. Pokonanie Górnika Zabrze (1:0)[12]

## Puchar Polski 2011/2012

### Awans i rundy wstępne
W czerwcu 2011 Gryf po raz czwarty w swojej historii sięgnął po Puchar Polski Pomorskiego ZPN pokonując w finale Gryfa 2009 Tczew. Zakwalifikował się tym samym do rundy przedwstępnej szczebla centralnego tychże rozgrywek. Jego pierwszym przeciwnikiem był reprezentant I ligi Olimpia Grudziądz. III-ligowiec, mimo że był skreślany jako zwycięzca, wygrał to spotkanie na swoim stadionie 1:0. Następnie do Wejherowa zawitała Zawisza Bydgoszcz. Ponownie faworytem byli goście. Ostatecznie po 120 minutach i rzutach karnych awansowali gospodarze 4:3. Z końcem sierpnia na Wzgórze Wolności zawitał zespół Sandecji Nowy Sącz. Był to trzeci przeciwnik reprezentujący II poziom rozgrywek ligowych i trzeci mecz dla podopiecznych Grzegorza Nicińskiego w ciągu tygodnia, którzy równolegle brali udział w kolejnych kolejkach IV szczebla grupy bałtyckiej. Także tym razem zwyciężyli żółto-czarni (1:0), dołączając do pozostałych 15 zespołów, które miały się spotkać z drużynami czołowej polskiej ligi sezonu 2010/2011.

### Pierwszy raz z Ekstraklasą
Następne losowania przyniosły pierwsze w 90-letniej historii klubu spotkania z zespołami z Ekstraklasy. Przeciwnikiem zespołu ze Wzgórza Wolności miała stać się Korona Kielce. Do konfrontacji doszło 21 września i zakończyło się ono kolejną niespodzianką, podobnie, jak następna rudna, w której Wejherowo podjęło Górnika Zabrze. Transmisję ze spotkań zakończonych wynikiem 1:0 przeprowadziła Twoja Telewizja Morska. Strzelcami w tych rundach byli Krzysztof Wicki i Mateusz Toporkiewicz. Jednocześnie sponsor tytularny, przedsiębiorstwo budowlane Orlex, obiecało zespołowi milion złotych premii za zdobycie najwyższego trofeum krajowego. W wyniku losowania, które odbyło się 21 listopada, ostatnim przeciwnikiem Gryfitów została Legia Warszawa. Dwumecz ćwierćfinałowy pomiędzy tymi zespołami został rozegrany wiosną 2012 roku. Pierwsze spotkanie w Wejherowie zakończyło się dla klubu wysoką przegraną 0:3, co skreśliło szansę na awans, jednak mecz rewanżowy na Pepsi Arenie mógł się zakończyć kolejną sensacją, gdyż do ostatnich sekund warszawska Legia przegrywała po strzale Tomasza Kotwicy z Gryfem 0:1, wyrównującego gola tuż przed upłynięciem doliczonego czasu gry zdobył Michał Żyro. 
| Drużyna 1                                 | Wynik | Drużyna 2          |
| ----------------------------------------- | ----- | ------------------ |
| Runda przedwstępna – 20 lipca 2011        |       |                    |
| Gryf Wejherowo                            | 1:0   | Olimpia Grudziądz  |
| Runda wstępna – 10 sierpnia 2011          |       |                    |
| Gryf Wejherowo                            | 4:3   | Zawisza Bydgoszcz  |
| 1/32 finału – 17 sierpnia 2011            |       |                    |
| Gryf Wejherowo                            | 1:0   | Sandecja Nowy Sącz |
| 1/16 finału Runda – 21 września 2011      |       |                    |
| Gryf Wejherowo                            | 1:0   | Korona Kielce      |
| 1/8 finału – 18 października 2011         |       |                    |
| Gryf Wejherowo                            | 1:0   | Górnik Zabrze      |
| Ćwierćfinał – dwumecz – 13, 20 marca 2012 |       |                    |
| Gryf Wejherowo                            | 0:3   | Legia Warszawa     |
| Legia Warszawa                            | 1:1   | Gryf Wejherowo     |

## Historyczne nazwy klubu
- 1921: Towarzystwo Sportowe „Kaszubia” Wejherowo[1]
- 1945: Klub Sportowy „Gryf”
- 1952: Miejski Międzyzakładowy Klub Sportowy „Gryf”
- 1998: Wejherowski Klub Sportowy „Gryf”
- 2005: Wejherowski Klub Sportowy „Gryf-Northpol” Wejherowo[17]
- 2007: Wejherowski Klub Sportowy „Gryf Orlex” Wejherowo
- 2012: Wejherowski Klub Sportowy „Gryf Orlex”[18]
- 2014: Wejherowski Klub Sportowy „Gryf”

## Herb i barwy
Herb klubu przedstawia czarnego, kaszubskiego gryfa w koronie, zwróconego w lewo na prostej złotej tarczy, dla której tłem jest błękitne koło otoczone dodatkowo przez złoto-biało-złoty pierścień, na którym widnieje tego samego koloru co obramowanie okręgu nazwa klubu oraz sześcioramienna gwiazda.
Żółto-czarne barwy zespołu są bezpośrednim nawiązaniem do Kaszub, z których wywodzi się Wejherowski Klub Sportowy i stanowią one podstawę ubarwienia strojów domowych i wyjazdowych oraz akcentów na nich występujących.

## Infrastruktura

### Stadion
WKS spotkania w których pełni rolę gospodarza rozgrywa na stadionie „WKS Gryf” znajdującym się w lasach okalających miasto Wejherowo, na Wzgórzu Wolności. Budowa obiektu została rozpoczęta w 1924 roku i zakończona 3 lata później. Na jego terenie znajdują się dwa boiska trawiaste: Główne o wymiarach 100 × 67 metrów i mniejsze, treningowe, znajdujące się na wzniesieniu w południowej części parceli. Obszar ten miał być początkowo zagospodarowany jako strzelnica wojskowa. Trybuny stadionu mają pojemność 1050 miejsc, jednak w przypadku zezwolenia na wykorzystanie miejsc stojących jego pojemność może wzrosnąć do 2500.
| Kasa biletowa znajduje się przy bramie wjazdowej na stadion przy ul. Sportowej. Klub oferuje możliwość nabycia biletów papierowych w dniu meczu oraz przedsprzedaży oraz karnetów okresowych. Stamtąd na trybuny możemy się dostać za pomocą dwóch wejść wyposażonych w kołowroty znajdujących się przy tej samej ulicy oraz jej północnej gałęzi. Budynek zaplecza znajduje się za bramą wjazdową na stadion, na wschód od trybuny krytej. Znajduje się w nim pomieszczenie gospodarcze, sala konferencyjna pełniąca również rolę pomieszczenia biurowego, szatnie sędziowskie i dodatkowe szatnie dla zawodników. Przed wejściem na zaplecze w dniu meczu jest organizowany sklep klubowy, a jego okolice są niedostępne dla osób nieupoważnionych. | Wzdłuż płyty meczowej znajdują się dwie trybuny o łącznej pojemności 1050 miejsc siedzących i podzielone na 6 sektorów dla widzów oraz dwie dodatkowo wydzielone strefy dla przedstawicieli mediów i VIP-ów. Plastikowe siedziska bez oparć są w barwach klubu tworząc naprzemiennie żółto-czarne kwadraty. Wyjątek stanowią pierwsze 4 sektory dostępne dla kibiców, gdzie krzesełka są przeważnie czarne, a przy użyciu żółtych utworzono napis „GRYF”. Dodatkowo trybuna północna została wyposażona w stalowe zadaszenie podtrzymywane przez 10 dźwigarów i 10 podpór również wykonanych ze stali i w klubowych barwach. Na tej samej trybunie znajduje się także spikerka z centrum dowodzenia stadionem, a w pomieszczeniach wewnątrz niej zostały zlokalizowane szatnie z dwoma wyjściami na boisko: frontowe oraz biegnące tunelem dla zawodników tylne. Nagłośnienie stadionowe stanowi 8 głośników rozlokowanych wzdłuż płyty boiska i na zadaszeniu trybuny krytej. | Na stadionie rozróżniamy dwa rodzaje oświetlenia: Oświetlenie trybuny i zaplecza oraz oświetlenie płyty boiska. Oświetlenie trybun i zaplecza stanowią zamontowane do zadaszenia zaplecza i trybuny zamknięte lampy przemysłowe wykorzystujące świetlówki jarzeniowe. Główna płyta boiska może zostać oświetlona przez reflektory o mocy 1200 luxów umieszczonych na 8 słupach po 5 sztuk, podczas gdy boisko treningowe posiada oświetlenie w postaci reflektorów zamontowanych dwójkami na 10 słupach. Mimo posiadania jupiterów, Gryf nie rozgrywa spotkań w charakterze gospodarza przy sztucznym świetle. |

## Kadra

### Zawodnicy
Stan na 1 sierpnia 2019
| Nr | Poz. | Piłkarz               |
| -- | ---- | --------------------- |
| 1  | BR   | Dawid Leleń           |
| 2  | OB   | Igor Biedrzycki       |
| 3  | PO   | Bartosz Gęsior        |
| 4  | OB   | Tomasz Wojcinowicz    |
| 5  | OB   | Oskar Koprowski       |
| 6  | PO   | Przemysław Czerwiński |
| 7  | OB   | Maciej Prusinowski    |
| 9  | NA   | Mateusz Majewski      |
| 10 | PO   | Maksymilian Hebel     |
| 11 | OB   | Mateusz Goerke        |
| 12 | BR   | Wiesław Ferra         |
| 13 | OB   | Mariusz Sławek        |

| Nr | Poz. | Piłkarz           |
| -- | ---- | ----------------- |
| 14 | NA   | Paweł Czychowski  |
| 17 | PO   | Mikołaj Gabor     |
| 18 | PO   | Marcin Burkhardt  |
| 19 | PO   | Filip Szewczyk    |
| 20 | PO   | Tomasz Kolus      |
| 21 | PO   | Jakub Pek         |
| 23 | NA   | Szymon Nowicki    |
| 24 | OB   | Kamil Kankowski   |
|    | PO   | Fabian Kątny      |
|    | PO   | Kacper Małolepszy |
|    | PO   | Jakub Poręba      |

### Personel
- Grzegorz Lisewski (główny trener)
- Adam Duda (trener bramkarzy)

### Dotychczasowi trenerzy
| Lata urzędowania | Imię i nazwisko        | Uwagi                                                                       |
| ---------------- | ---------------------- | --------------------------------------------------------------------------- |
| 1921-1994        | Nieznany               |                                                                             |
| 1994-1997        | Mieczysław Gierszewski |                                                                             |
| 1997-2004        | Wojciech Bork          | Piłkarz klubu                                                               |
| 2004-2005        | Dariusz German         |                                                                             |
| 2005-2007        | Ryszard Szewczyk       |                                                                             |
| 2007             | Tomasz Unton           |                                                                             |
| 2008-2011        | Wojciech Wasiek        | Piłkarz klubu                                                               |
| 2011-2012        | Grzegorz Niciński      | Zdyskwalifikowany na 8 miesięcy za udział w wydarzeniach z sezonu 2003/2004 |
| 2012-2013        | Dariusz Mierzejewski   |                                                                             |
| 2013-2014        | Grzegorz Niciński      |                                                                             |
| 2014-2015        | Tomasz Kotwica         | Piłkarz klubu                                                               |
| 2015-2016        | Piotr Rzepka           |                                                                             |
| 2016             | Mariusz Pawlak         |                                                                             |
| 2017             | Jarosław Kotas         | Asystent pełniący tymczasowo funkcję pierwszego trenera                     |
| 2017             | Piotr Rzepka           |                                                                             |
| 2018             | Jarosław Kotas         | Asystent pełniący tymczasowo funkcję pierwszego trenera                     |
| 2018             | Tomasz Kotwica         | Trener juniorów pełniący tymczasowo funkcję pierwszego trenera zespołu      |
| 2018-2019        | Zbigniew Szymkowicz    |                                                                             |
| 2019-2020        | Łukasz Kowalski        |                                                                             |
| 2020             | Marcin Burkhardt       | Tymczasowo                                                                  |
| 2020-2021        | Grzegorz Niciński      | Zdyskwalifikowany na 8 miesięcy za udział w wydarzeniach z sezonu 2003/2004 |
| 2021-2022        | Grzegorz Lisewski      |                                                                             |
| 2022-2024        | Grzegorz Niciński      | Zdyskwalifikowany na 8 miesięcy za udział w wydarzeniach z sezonu 2003/2004 |
| od 2024          | Dawid Kowalski         |                                                                             |

## Kibice
Obecnie kibice Gryfa Wejherowo nie są w żaden sposób stowarzyszeni. W przeszłości za oprawę meczową i doping odpowiadało Stowarzyszenie Żółto-czarni. Zajmowało się ono także organizacją akcji charytatywnych (np. Żółto-czarny Mikołaj) i corocznego turnieju „Gryf Wejherowo Cup”. Zostało ono rozwiązane w październiku 2012 roku.
Olbrzymią popularnością wśród kibiców cieszą się „Wielkie Derby Małego Trójmiasta Kaszubskiego” w których udział biorą Gryf Wejherowo, Orkan Rumia i Orlęta Reda.

### Hymn
Wejherowski Klub Sportowy posiada swój własny hymn, który jest odtwarzany na stadionie przed większością spotkań ligowych.
| Hymn WKS „Gryf” Gryf naszym klubem, Co nam przynosi chlubę, I żółto-czarne barwy w swym pięknym herbie ma! Mamy tradycję, wiarę i wolę walki, By na Wzgórzu Wolności w Ekstraklasie grać! (WKS!) WKS gol, Wejherowo! Naprzód razem po zwycięstwo! Zagracie dzisiaj dla nas! Wielka jest nasza wiara! W to, że możemy wygrać każdy mecz! Na zawsze wierni, Przez Gryfa zjednoczeni! Gotowi do poświęceń! Nawet w najgorszy sztorm! Jeśli porażka, nam się czasem zdarzy, To z uśmiechem na twarzy, Będziemy walczyć wciąż! (WKS!) WKS gol, Wejherowo!... |